# SK Benešov
Der SK Benešov ist ein tschechischer Fußballverein aus der mittelböhmischen Stadt Benešov. Er wurde 1913 als AFK Benešov gegründet. Als FK Švarc Benešov spielte der Verein 1994/95 in der höchsten tschechischen Spielklasse.

## Vereinsgeschichte
Im Juli 1913 kam es in Benešov zur Gründung eines Fußballvereins unter dem Namen AFK Benešov. Meisterschaftsspiele trug dieser Verein erst ab 1929 aus, kurz darauf benannte er sich in Benešovský SK um.
Einen ersten nennenswerten Erfolg errang der Verein 1939 mit dem Aufstieg in die damals viertklassige I. B třída. Drei Jahre später gelang der nächste Aufstieg in die I. A třída, 1947 stieg der BSK sogar in die Divize auf, damals die zweithöchste tschechoslowakische Spielklasse. Die Divize umfasste fünf Gruppen mit jeweils 12 bzw. 15 und 16 Mannschaften, Benešov wurde in der Gruppe Mittelböhmen mit nur neun Punkten deutlich letzter und verschwand für Jahrzehnte in den Niederungen des tschechoslowakischen Amateurfußballs.
Nach einigen Umbenennungen Ende der 1940er, Anfang der 1950er-Jahre übernahm 1971 die staatliche Kraftverkehrsgesellschaft ČSAD (Československá státní automobilová doprava) das Patronat über den Verein, mit dessen Fußballmannschaft es ab diesem Zeitpunkt schnell aufwärtsging. Es folgte der Aufstieg in die 5. Liga 1973, zwei Jahre später war die Elf aus Benešov schon viertklassig. Im Zuge einer Reorganisation schaffte ČSAD Benešov den Sprung in die nun dreigeteilte 2. Liga. Dort landete das Team meist im unteren Mittelfeld der Tabelle. In der Saison 1980/81 reichte ein 13. Platz nicht zum Klassenerhalt, da die 2. Liga auf zwei Gruppen verkleinert wurde. Zwei Jahre später folgte für ČSAD Benešov der Fall in die Viertklassigkeit, 1985 folgte der Wiederaufstieg in die 3. Liga, in der man aber über Mittelfeldplatzierungen zunächst nicht hinauskam.
Dies änderte sich 1990 mit dem Einstieg des Bauunternehmers Miroslav Švarc in den Verein, der fortan FK Švarc Benešov hieß. Švarc war der erste Unternehmer der damaligen Tschechoslowakei, der für seine Mitarbeiter ein System der Scheinselbstständigkeit aufbaute, das im Land als Švarc systém bekannt wurde. Švarc wurde zum Mäzen des Klubs und unterstützte ihn mit Millionensummen.
In der Saison 1990/91 gewann die Mannschaft souverän ihre Gruppe der 3. Liga und war wieder zweitklassig. In ihrer ersten Zweitligasaison seit mehr als einem Jahrzehnt entging sie nur knapp dem Abstieg, in der darauffolgenden Spielzeit entging ihr der Aufstieg nur um drei Zähler.

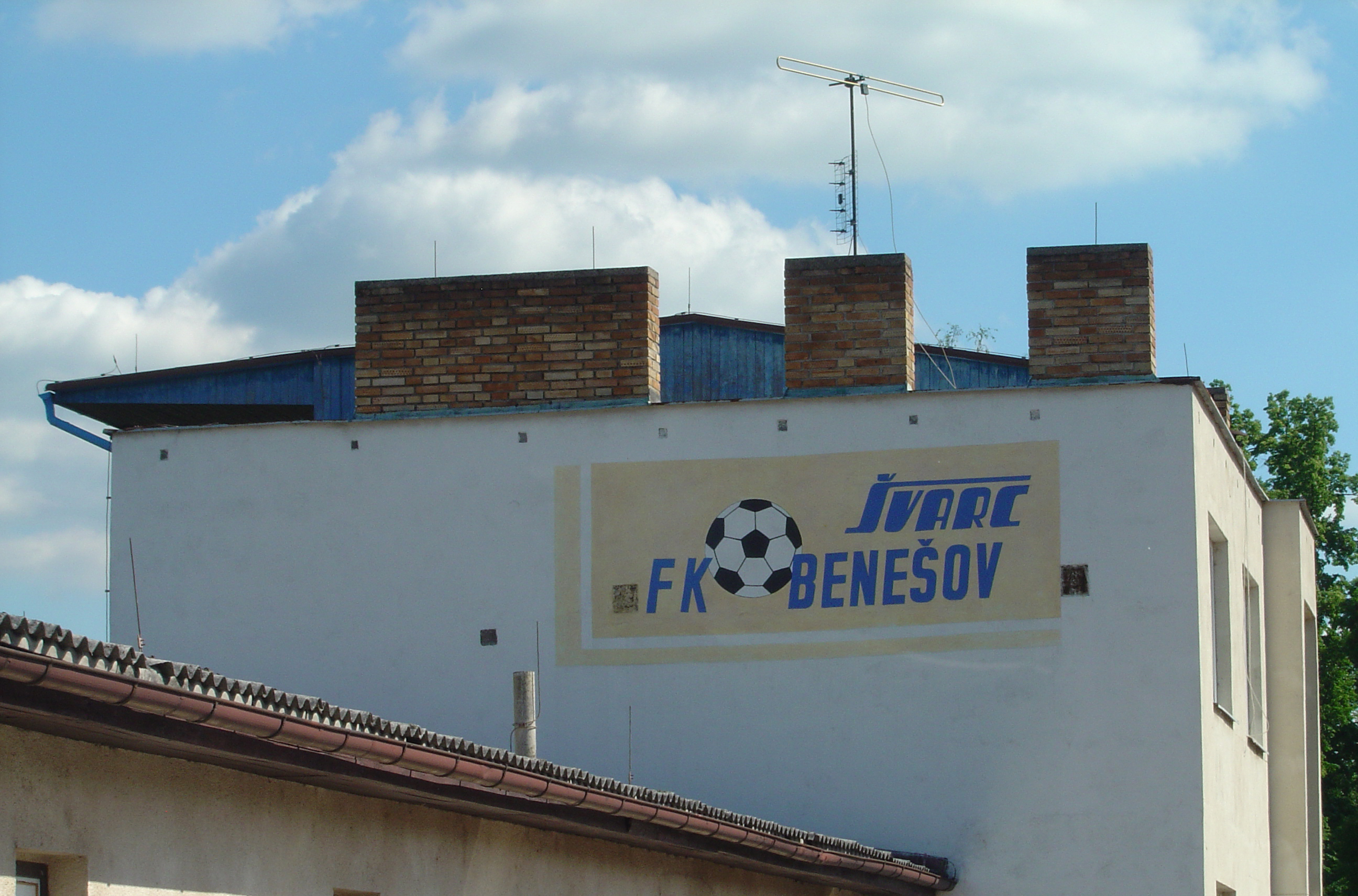
Auf einem Nebengebäude der Haupttribüne des Stadions in Benešov erinnerte noch 2005 ein Logo an die erfolgreiche Zeit Mitte der 1990er Jahre

Švarc rüstete weiter auf und holte Spieler wie Luboš Kozel, Karel Jarolím oder Ivo Knoflíček. Diesmal wurde das Ziel Aufstieg erreicht. Doch schon da begannen die Probleme, Švarc, dem die Ausgaben für den Klub über den Kopf stiegen, wurde wegen Hinterziehung der Sozialabgaben für seine Mitarbeiter angeklagt. Die Mannschaft war in der 1. Liga chancenlos, gewann nur drei von dreißig Spielen, kassierte in fünf Begegnungen mehr als vier Gegentore und stieg als Tabellenletzter wieder ab. Auch in der 2. Liga konnte die Elf nicht mehr mithalten und wurde Letzter. Švarc, einer Gefängnisstrafe ins Auge sehend, hatte sich übernommen und konnte das sinkende Schiff nicht mehr retten. Im Sommer 1996 wurde die Herrenmannschaft aufgelöst, der Klub in FK Benešov umbenannt und nur noch die Juniorenabteilung nahm am Spielbetrieb teil.
Dieser unbefriedigende Zustand dauerte bis 1999, als der Bauunternehmer Jan Sládek neuer Sponsor des Vereins wurde. Das Problem der fehlenden Herrenmannschaft wurde dadurch gelöst, dass die in der 5. Liga spielende Mannschaft aus dem unweiten Dorf Pyšely nach Benešov umsiedelte und der in SK Benešov umbenannte Verein deren Platz in der 5. Liga übernahm. Schon in der ersten Saison gelang der Aufstieg in die 4. Liga, die die Mannschaft aber in der Saison 2006/07 nicht halten konnte. Jedoch gelang in der darauffolgenden Saison der sofortige Wiederaufstieg. Seitdem spielt SK in der 4. Liga.

## Ligazugehörigkeit Tschechoslowakei
|         | 71/72 | 72/73 | 73/74 | 74/75 | 75/76 | 76/77 | 77/78 | 78/79 | 79/80 | 80/81 | 81/82 | 82/83 | 83/84 | 84/85 | 85/86 | 86/87 | 87/88 | 88/89 | 89/90 | 90/91 | 91/92 | 92/93 |
| ------- | ----- | ----- | ----- | ----- | ----- | ----- | ----- | ----- | ----- | ----- | ----- | ----- | ----- | ----- | ----- | ----- | ----- | ----- | ----- | ----- | ----- | ----- |
| 1. Liga |       |       |       |       |       |       |       |       |       |       |       |       |       |       |       |       |       |       |       |       |       |       |
| 2. Liga |       |       |       |       |       |       | 15.   | 10.   | 12.   | 13.   |       |       |       |       |       |       |       |       |       |       | 12.   | 8.    |
| 3. Liga |       |       |       |       |       |       |       |       |       |       | 7.    | 16.   |       |       | 12.   | 13.   | 8.    | 13.   | 12.   | 1.    |       |       |
| 4. Liga |       |       |       |       |       |       |       |       |       |       |       |       |       |       |       |       |       |       |       |       |       |       |
| 5. Liga |       |       |       |       |       |       |       |       |       |       |       |       |       |       |       |       |       |       |       |       |       |       |

Anm.: Durch eine Reorganisation des Ligensystems stieg die Mannschaft 1977 direkt von der vierten in die zweite Liga auf.

## Ligazugehörigkeit Tschechien
|         | 93/94 | 94/95 | 95/96 | 96/97 | 97/98 | 98/99 | 99/00 | 00/01 | 01/02 | 02/03 | 03/04 | 04/05 | 05/06 | 06/07 | 07/08 | 08/09 | 09/10 | 10/11 | 11/12 |
| ------- | ----- | ----- | ----- | ----- | ----- | ----- | ----- | ----- | ----- | ----- | ----- | ----- | ----- | ----- | ----- | ----- | ----- | ----- | ----- |
| 1. Liga |       | 16.   |       |       |       |       |       |       |       |       |       |       |       |       |       |       |       |       |       |
| 2. Liga | 2.    |       | 16.   |       |       |       |       |       |       |       |       |       |       |       |       |       |       |       |       |
| 3. Liga |       |       |       | -     |       |       |       |       |       |       |       |       |       |       |       |       |       |       |       |
| 4. Liga |       |       |       |       | -     | -     | -     | 6.    | 4.    | 12.   | 13.   | 7.    | 11.   | 16.   |       | 7.    | 6.    | 4.    | 3.    |
| 5. Liga |       |       |       |       |       |       |       |       |       |       |       |       |       |       | 1.    |       |       |       |       |

Anm.: Nach dem Abstieg aus der 2. Liga 1995/96 wurde die Herrenmannschaft aufgelöst.

### Statistik
- 1. Tschechische Liga 1994/95:

| Liga            | Platz     | Spiele | Siege | Remis | Niederlagen | Tore  | Punkte |
| --------------- | --------- | ------ | ----- | ----- | ----------- | ----- | ------ |
| 1. Liga 1994/95 | 16. Platz | 30     | 3     | 3     | 24          | 23:78 | 12     |

## Vereinsnamen

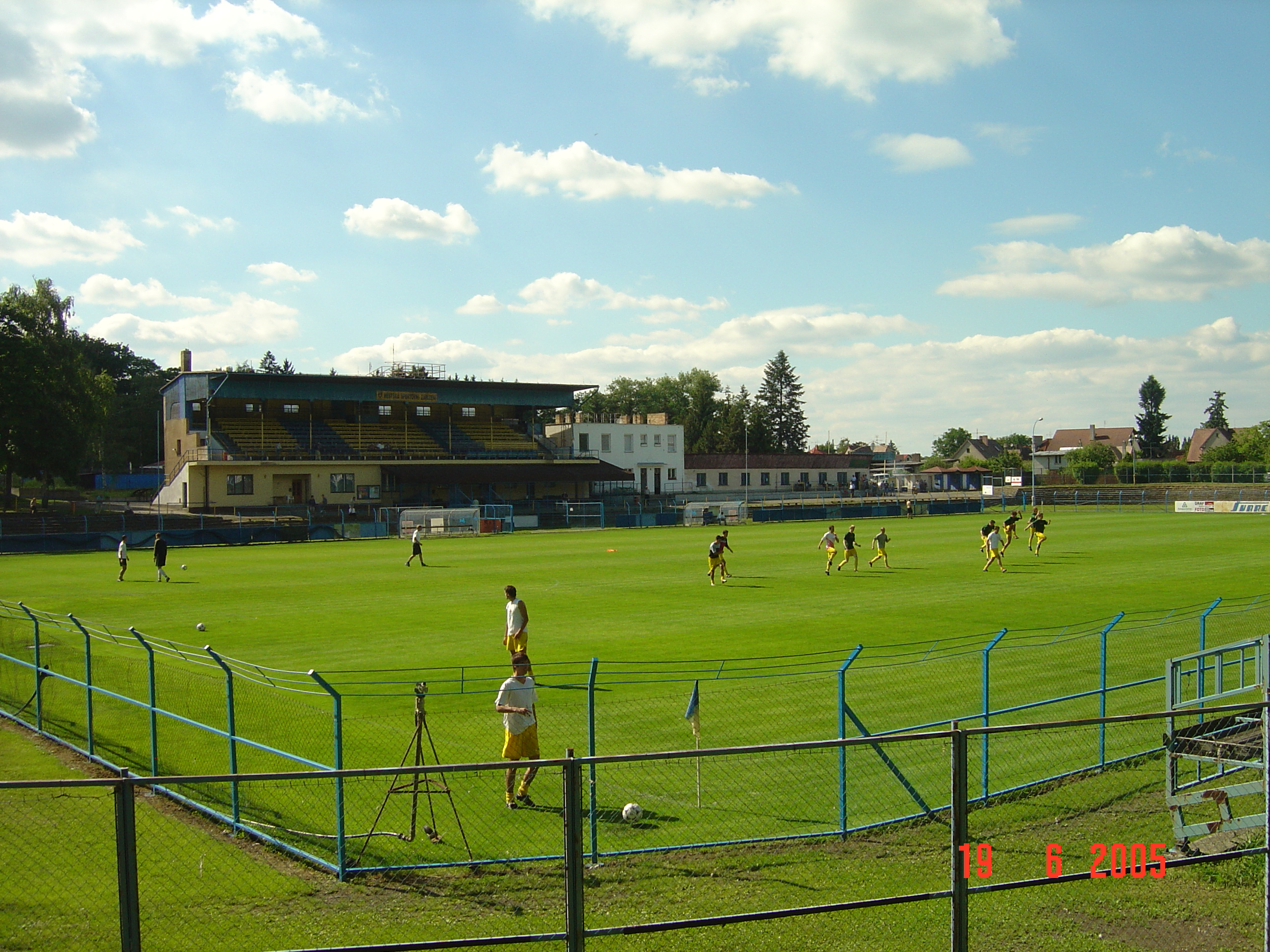
Městský Stadion Benešov, Heimspielstätte des SK Benešov

- 1913 AFK Benešov
- 1929 Benešovský SK
- ca. 1940 Slavoj Benešov
- 1948 Sokol Benešov
- 1949 Sokol ČSD Benešov
- 1953 TJ Lokomotíva Benešov
- 1971 TJ ČSAD Benešov
- 1990 FK Švarc Benešov
- 1996 FK Benešov
- 1999 SK Benešov

## Trainer
- Jaroslav Hřebík (1992–1994)

## Spieler
- Jaroslav Hřebík (1982–1983, 1984–1985) Spieler, (1983–1984) Spielertrainer